# Flagey (centre culturel)
 (avril 2012).
Si vous disposez d'ouvrages ou d'articles de référence ou si vous connaissez des sites web de qualité traitant du thème abordé ici, merci de compléter l'article en donnant les références utiles à sa vérifiabilité et en les liant à la section « Notes et références ».

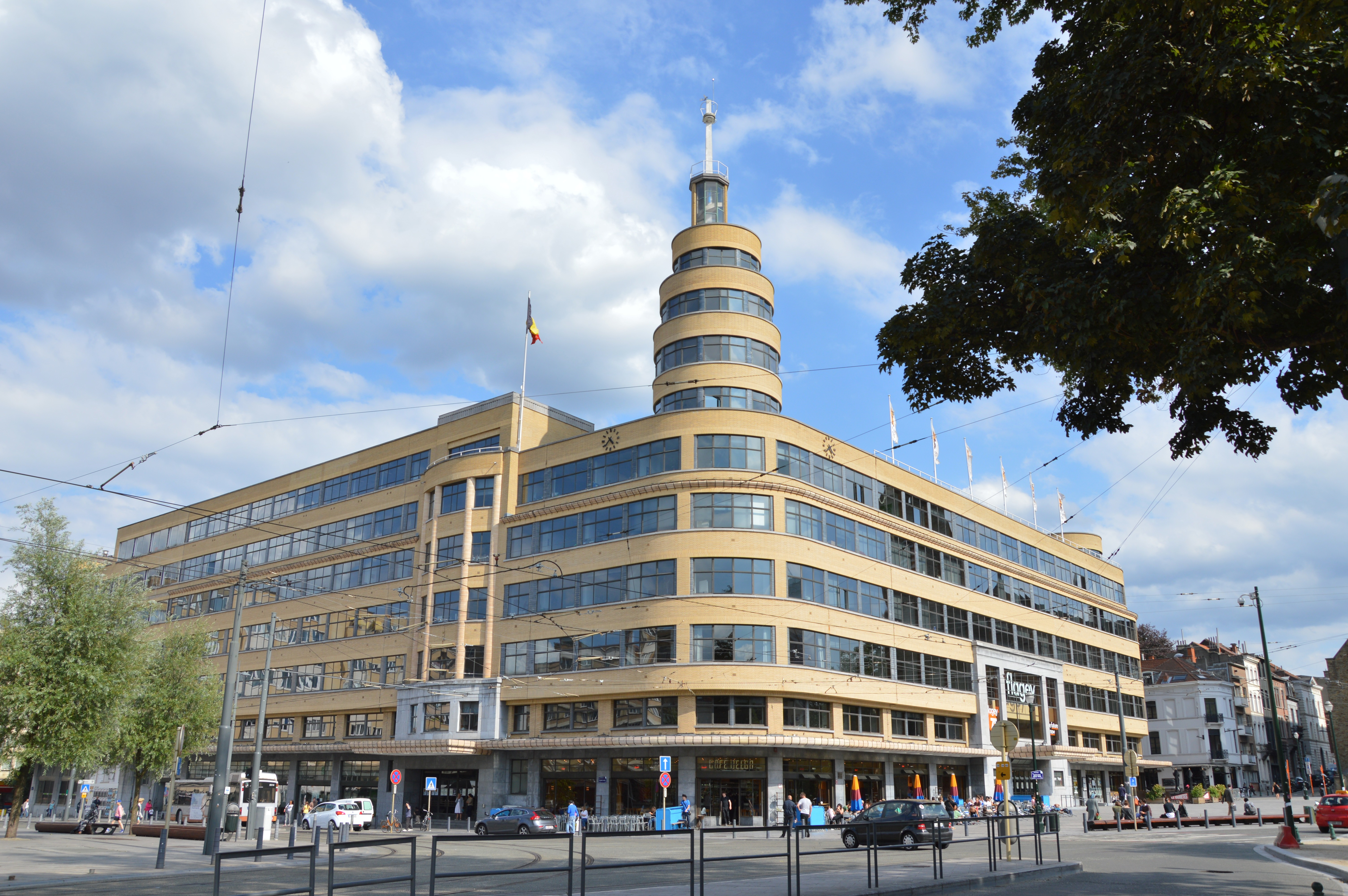
Ancien Institut national de Radiodiffusion belge - actuel "Flagey" (vue d'ensemble).

Flagey est une institution culturelle bruxelloise située dans l'ancienne Maison de la radio à Ixelles, sur la place Flagey.
Constitué en société anonyme Maison de la Radio Flagey le 30 juin 1998, et en asbl Flagey, Flagey a pour missions :
- de créer un pôle culturel à Bruxelles, ouvert aux différentes musiques, offrant une large part à l’image de différentes disciplines artistiques ;
- de créer un pôle architectural et immobilier : la sauvegarde et la réaffectation du bâtiment de l'INR ;
- de créer un pôle dans le domaine social : démonstration d’une action dynamique menée en commun par des représentants des différentes communautés du pays en vue de créer une institution culturelle d’excellence à vocation européenne. Elle s'inscrit par ailleurs aux confins du quartier privilégié des Étangs d’Ixelles et du monde des cultures de l’immigration.

Flagey a retrouvé aujourd’hui sa fonction d’origine par la création d’un espace musical avec studios d'enregistrement et salles de concerts. L'orchestre Brussels Philharmonic réside dans le Studio 4, renommé pour son excellente acoustique. Il est devenu un lieu à la programmation éclectique. On y trouve des week-ends de découvertes, des projections images et son, des concerts tremplins du vendredi midi, etc.
Il est dirigé par Hugo De Greef de 2007 à 2011 puis, depuis 2011, par Gilles Ledure.
En janvier 2025, la ministre fédérale en charge de Beliris, Karine Lalieux accorde une subvention de 3,2 millions d’euros pour rénover le centre culturel. Les travaux porteront notamment sur la modernisation du système d’amplification sonore et le renouvellement de l’éclairage scénique.

## Cinéma
Ce centre culturel dispose d'une salle consacrée, du mercredi au dimanche, au cinéma.
La salle de cinéma est subventionnée, notamment par la Communauté française Wallonie-Bruxelles à hauteur de 60 000 euros par an entre 2023 et 2026.